# Grafton, Ohio
Grafton là một làng thuộc quận Lorain, tiểu bang Ohio, Hoa Kỳ. Năm 2010, dân số của làng này là 6636 người.

## Dân số
- Dân số năm 2000: 2302 người.
- Dân số năm 2010: 6636 người.